# Hartkatheter
Een hartkatheter is een katheter die specifiek ontworpen is voor gebruik in het hart, de zogeheten hartkatheterisatie. Hartkatheters zijn vaak voorzien van meerdere elektroden, waarmee elektrische signalen kunnen worden gemeten. Hiermee kunnen hartritmestoornissen geanalyseerd worden. 
Sommige experimentele typen hartkatheters zijn voorzien van tientallen elektroden, waarmee voor elke hartslag een nauwkeurig beeld kan worden verkregen van de elektrische activatie van de hartspier.
Er bestaan ook hartkatheters die specifiek ontworpen zijn om kleine stukjes van de hartspier buiten werking te stellen, door het te verhitten (radiofrequente ablatie, een techniek die ook in de interventieradiologie gebruikt wordt) of juist sterk te koelen (cryoablatie).